# Heinrich Bollinger
Heinrich „Heinz“ Philipp Bollinger (* 23. April 1916 in Saarbrücken; † 17. Juli 1990 in Freiburg im Breisgau) war ein deutscher Widerstandskämpfer und Professor für Psychologie.

## Leben
Heinrich Bollinger  wuchs in Saarbrücken als Sohn eines Hüttenbeamten in Burbach auf. Mit seinem Bruder Wilhelm  war er in der katholischen Jugendorganisation Neu-Deutschland aktiv. Nach dem Abschluss der Volksschule besuchte Heinz Bollinger das Saarbrücker Reformgymnasium. 1937 schloss er dieses mit dem Abitur ab und studierte anschließend Philosophie an der Albert-Ludwigs-Universität Freiburg. Seine Dissertation über Max Scheler schloss er 1942 ab und wurde dabei von Martin Honecker (1888–1941) betreut. Während dieser Zeit versuchte er, unter den Studenten Gleichgesinnte für eine Opposition gegen die Nationalsozialisten zu finden. Er und sein Bruder lernten Willi Graf von der Gruppe Weiße Rose kennen und schlossen sich der Gruppe an. Heinrich Bollinger beteiligte sich jedoch nicht an den Flugblattverteilungen, da er die Aktion für verfrüht hielt. Am 5. März 1943 wurde er von der Gestapo verhaftet. Von Freiburg aus wurde er in ein Münchner Gefängnis verlegt und dort verhört. Eine Beteiligung konnte ihm jedoch nicht nachgewiesen werden. Die Anklage vor dem Volksgerichtshof unter Vorsitz von Roland Freisler lautete daher nur auf Kenntnis und Nichtanzeige der Aktion und auf das Hören von Feindsendern. Er wurde zu sieben Jahren Zuchthaus verurteilt. Seine Haftzeit verbrachte er im Zuchthaus Ludwigsburg, wo er als Bibliothekar arbeitete. Er wurde am 12. April 1945 entlassen und konnte nach der deutschen Kapitulation sein Studium fortsetzen.
Von 1966 bis 1981 war er Professor für Psychologie an der Pädagogischen Hochschule Lörrach. Er beteiligte sich als Berater am Film Die weiße Rose (1982) von Michael Verhoeven und engagierte sich für die Aufhebung der Schuldsprüche der Geschwister Scholl, die allerdings erst 1998 im Rahmen des Gesetzes zur Aufhebung nationalsozialistischer Unrechtsurteile in der Strafrechtspflege erfolgte. Bollinger verstarb 1990 in Freiburg.

## Schriften
- Das Vorlogische in der Erkenntnis bei Max Scheler, Freiburg i.Br. 1942 (Dissertation).
- Personale Anthropologie, Bd. 1: Das Werden der Person, München: Reinhardt 1967.